# Canifa plagiata
Canifa plagiata là một loài bọ cánh cứng trong họ Scraptiidae. Loài này được Melsheimer miêu tả khoa học năm 1846.